# Байдарская волость (Ялтинский уезд)
Байда́рская во́лость — административно-территориальная единица в составе Ялтинского уезда Таврической губернии. Образована в 1838 году, в результате реоганизации волостей при создании Ялтинского уезда, из части деревень Байдарской волости Симферопольского уезда. Самая южная волость уезда, на западе граничила с Севастопольским градоначальством, на севере — с Богатырской волостью Ялтинского уезда и на западе — с Дуванкойской волостью Симферопольского уезда.
Волость первоначально занимала западную часть Южного берега Крыма, до современного посёлка Береговое, Байдарскую и балаклавскую долины, до подножия Сапун-горы, а после 1873 года территория балаклавской долины отошла к Севастопольскому градоначальству.

## История волости
Именным указом Николая I от 23 марта (по старому стилю) 1838 года, 15 апреля был образован новый Ялтинский уезд, в составе которого создана Байдарская волость. На момент образования она включала 18 деревень; в 1873 году, при образовании Севастопольского градоначальства, Алсу, Камары и Карань передали в его состав, а Кадыкой слился с Балаклавой.

## Деревни волости в XIX в
| Деревни Байдарской волости | Деревни Байдарской волости | Деревни Байдарской волости | Деревни Байдарской волости |
| Деревня                    | 1842 год дворов            | 1864 год домов/жителей     | 1889 год домов/жителей     |
| -------------------------- | -------------------------- | -------------------------- | -------------------------- |
| Алсу                       | 20                         | 9/50                       | 22/112                     |
| Бага                       | 82                         | 27/98                      | 61/317                     |
| Байдары                    | 141                        | 46/226                     | 121/630                    |
| Биюк-Мускомья              | 58                         | 78/257                     | 117/618                    |
| Варнутка                   | 80                         | 12/80                      | 51/374                     |
| Кадыкой                    | 40                         | 40/240                     | —                          |
| Календо                    | 34                         | 3/18                       | 19/85                      |
| Камары                     | 30                         | 46 /170                    | 72/345                     |
| Карань                     | 34                         | 48/170                     | 45/219                     |
| Кучук-Мускомья             | 8                          | 5/14                       | 45/231                     |
| Мухалатка                  | н/д                        | 5/9                        | 18/81                      |
| Мшатка                     | н/д                        | 7/70                       | 13/60                      |
| Саватка                    | 41                         | 7/36                       | 49/262                     |
| Сахтик                     | 15                         | 16/86                      | 41/234                     |
| Скеля                      | 10                         | 3/16                       | 24/116                     |
| Уркуста                    | 135                        | 124/551                    | 241 (167)/1179             |
| Узунджа                    | 51                         | 68/249                     | 67/401                     |
| Хайто                      | 6                          | 8/—                        | 33/134                     |

## Состав и население на 1892 год
После земской реформы 1890 года состав волости претерпел изменения, количество входящих в неё деревень сократилось до 14. По «Памятной книге Таврической губернии 1892 года» население составило 4289 человек.

## Состав и население на 1902 год
Согласно «…Памятной книжке Таврической губернии на 1902 год» состав волости не изменился, население составило 5611 человек.

## Деревни волости на 1915 год
По Статистическому справочнику Таврической губернии. Ч.II-я. Статистический очерк, выпуск восьмой Ялтинский уезд, 1915 год, в Байдарской волости Ялтинского уезда числилось 105 различных поселений (в основном дач, хуторов и имений) в которых проживало 5416 человек приписных жителей и 2108 — «посторонних», числились 14 деревень.
Волость просуществовала до отмены волостного деления в 1921 году и, после преобразования уездов в районы, южнобережную часть, до Батилимана и Хайто, отнесли к Ялтинскому району, а остальные сёла — к Севастопольскому.